# Lista över medaljörer vid olympiska vinterspelen 1924
Detta är en lista över vinnare av medaljer i olympiska vinterspelen 1924. OS 1924 hölls i Chamonix. 

## Bobsleigh
| Gren      | Guld                                                                           | Silver                                                                               | Brons                                                                                               |
| 4/5-manna | Schweiz · Eduard Scherrer · Alfred Neveu · Alfred Schläppi · Heinrich Schläppi | Storbritannien · Ralph Broome · Terence Arnold · Alexander Richardson · Rodney Soher | Belgien · Charles Mulder · René Mortiaux · Paul van den Broeck · Victor Verschueren · Henri Willems |

## Curling
| Gren   | Guld                                                                              | Silver | Brons                                                                            |
| Herrar | Storbritannien · William Jackson · Robin Welsh · Thomas Murray · Laurence Jackson | Sverige · Carl Wilhelm Petersén · Carl August Kronlund · Johan Petter Åhlén · Ture Ödlund · Carl Axel Pettersson · Erik Severin · Karl Wahlberg · Victor Wetterström | Frankrike · Fernand Cournollet · Georges André · Armand Bénédic · Pierre Canivet |

1. ↑  Sverige spelade med två olika laguppställningar i sina matcher.

## Ishockey
| Gren   | Guld | Silver | Brons |
| Herrar | Kanada · Dunc Munro · Beattie Ramsay · Harry Watson · Reginald "Hooley" Smith · Bert McCaffrey · Cyril Slater · Harold McMunn · Jack Cameron · Ernie Collett | USA · Alphonse Lacroix · Irving Small · Clarence Abel · Herbert Drury · Justin McCarthy · Williard Rice · John Lyons · Frank Synott · John Langley | Storbritannien · Colin Carruthers · Eric Carruthers · Ross Cuthbert · Edward Pitblado · Hamilton Jukes · William Anderson · Lorne Carr-Harris · Blaine Sexton · Geoffrey Holmes · Guy Clarkson |

## Konståkning
| Gren      | Guld                                         | Silver                                          | Brons                                     |
| Herrar    | Gillis Grafström · Sverige                   | Willy Böckl · Österrike                         | Georges Gautschi · Schweiz                |
| Damer     | Herma Szabo · Österrike                      | Beatrix Loughran · USA                          | Ethel Muckelt · Storbritannien            |
| Paråkning | Helene Engelmann · Alfred Berger · Österrike | Ludowika Jakobsson · Walter Jakobsson · Finland | Andrée Brunet · Pierre Brunet · Frankrike |

## Militärpatrull, 30 km
| Gren   | Guld                                                                            | Silver                                                                           | Brons                                                                                  |
| Herrar | Schweiz · Alfred Aufdenblatten · Alphonse Julen · Antoine Julen · Denis Vaucher | Finland · August Eskelinen · Heikki Hirvonen · Martti Lappalainen · Väinö Bremer | Frankrike · André Vandelle · Camille Mandrillon · Georges Berthet · Maurice Mandrillon |

## Skidor, nordiska grenar
| Gren                | Guld                       | Silver                       | Brons                        |
| 18 km               | Thorleif Haug · Norge      | Johan Grøttumsbråten · Norge | Tapani Niku · Finland        |
| 50 km               | Thorleif Haug · Norge      | Thoralf Strømstad · Norge    | Johan Grøttumsbråten · Norge |
| Backhoppning        | Jacob Tullin Thams · Norge | Narve Bonna · Norge          | Anders Haugen · USA          |
| Nordisk kombination | Thorleif Haug · Norge      | Thoralf Strømstad · Norge    | Johan Grøttumsbråten · Norge |

## Skridsko
| Gren      | Guld                      | Silver                    | Brons                                        |
| 500 m     | Charles Jewtraw · USA     | Oskar Olsen · Norge       | Clas Thunberg · Finland Roald Larsen · Norge |
| 1 500 m   | Clas Thunberg · Finland   | Roald Larsen · Norge      | Sigurd Moen · Norge                          |
| 5 000 m   | Clas Thunberg · Finland   | Julius Skutnabb · Finland | Roald Larsen · Norge                         |
| 10 000 m  | Julius Skutnabb · Finland | Clas Thunberg · Finland   | Roald Larsen · Norge                         |
| All-round | Clas Thunberg · Finland   | Roald Larsen · Norge      | Julius Skutnabb · Finland                    |